# Izabella Laba

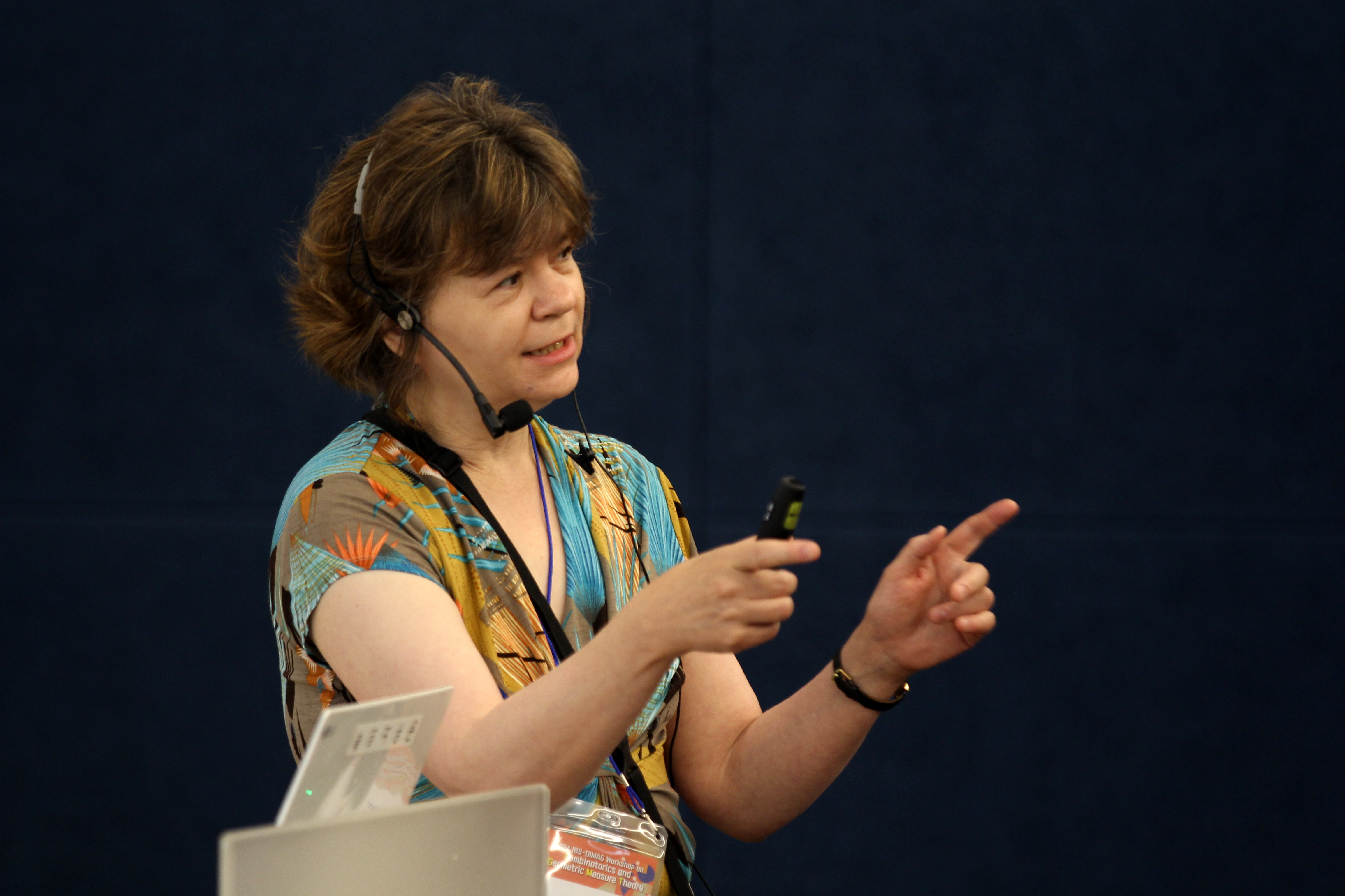
Izabella Laba hält eine Mathematikvorlesung.

Izabella Laba, polnisch Izabella Łaba (* 1966) ist eine polnisch-kanadische Mathematikerin. Sie ist Professorin an der University of British Columbia.
Laba studierte ab 1981 an der Universität Breslau (Diplom 1986 bei P. Biler) und ab 1989 an der University of Toronto, an der sie 1994 bei Israel Michael Sigal promoviert wurde (N-particle scattering in a constant magnetic field). Ab 1994 war sie Hedrick Assistant Professor an der University of California, Los Angeles und ab 1997 Assistant Professor an der Princeton University. 2000 wurde sie Associate Professor und 2005 Professor an der University of British Columbia.
Sie war Gastwissenschaftlerin am Fields Institute (2008), der Pennsylvania State University und der University of Missouri.
Sie befasst sich mit harmonischer Analysis, geometrischer Maßtheorie, additiver Kombinatorik, mathematischer Physik und partiellen Differentialgleichungen. Mit Christian Gérard bewies sie die asymptotische Vollständigkeit für eine große Klasse von N-Körper-Systemen in äußeren magnetischen Feldern. Mit Nets Katz und Terence Tao gab sie die bis dahin besten Resultate für  die unteren Grenzen der Minkowski-Dimension von Besikowitsch-Mengen (verbunden mit Kakeyas Nadelproblem) in dreidimensionalen euklidischen Räumen (nach der Vermutung von Kakeya haben Besicovich-Mengen mindestens Hausdorff-Dimension n in n-dimensionalen euklidischen Räumen). Weitere wichtige Resultate erzielte sie über Translations-Parkettierungen (translational tiling) und Distanz-Mengen (im Rahmen der Vermutung von Kenneth Falconer).
Sie veröffentlichte unter anderem mit Terence Tao und  Thomas Wolff.
2008 erhielt sie den Krieger-Nelson-Preis, 2002 einen Faculty of Science Achievement Award der University of British Columbia und 2004 den Coxeter-James-Preis. 2009 wurde sie Fellow des Fields Institute. Sie ist Fellow der American Mathematical Society. 2014 war sie Eingeladene Sprecherin auf dem ICM in Seoul (Harmonic analysis and the geometry of fractals).
Mit Carol Shubin gab sie 2003 die Vorlesungen von Thomas Wolff über harmonische Analysis heraus.

## Schriften
- From harmonic analysis to arithmetic combinatorics, Bulletin AMS, Band 45, 2008, S. 77–115, Online
- mit Christian Gérard: Multiple scattering in constant magnetic fields, American Mathematical Society 2002